# Zuiderstraat 10 (Noordbroek)
De Oldambster boerderij aan de Zuiderstraat 10 in de Groningse plaats Noordbroek is een als rijksmonument erkend bouwwerk.

## Beschrijving
De boerderij aan de Zuiderstraat 10 is gebouwd in de traditie van de Friese huisgroep en behoort binnen die bouwstijl tot het type van de. Oldambtster boerderij.

Over het oorspronkelijke bouwjaar c.q stichtingsdatum van de boerderij zijn geen betrouwbare bronnen bekend. Wel is een nagenoeg complete lijn van bewoners bekend die teruggaat tot 1770 waar ene Egbert Harms (Hamster) 1740-1818 wordt genoemd als oudst bekende bewoner.
In haar huidige vorm dateert de boerderij uit 1874 toen de boerderij werd herbouwd na eerder door brand tot de brandmuur te zijn verwoest. Volgens de schrijvers van "Boerderijen en hun bewoners in Noord- en Zuidbroek" is bij deze herbouw het geheel hoger en breder in dezelfde stijl als voordien herbouwd. In die tijd was Eppo Edzes Edzes (1810-1885) eigenaar van de boerderij.
De boerderij heeft aan de benedenzijde in de voorgevel en in de zijgevels zesruitsvensters. De boerderij is erkend als rijksmonument en werd op 5 juli 1973 ingeschreven in het Rijksmonumentenregister onder vermelding van de volgende kenmerken: "BOERDERIJ van het Oldambtster type met ingang opzij. Beganegronds overal zesruitsvensters."
Op hetzelfde perceel, achter het monumentale pand, bevindt zich verder nog de in 1978 door de toenmalige eigenaar S.A. Bos gerealiseerde losstaande veeschuur.